# Jos Punt
Joseph Maria „Jos” Punt (ur. 10 stycznia 1946 w Alkmaarze) – holenderski biskup rzymskokatolicki, biskup diecezjalny Haarlemu-Amsterdamu w latach 2001–2020, od 2020 biskup senior tejże diecezji.

## Życiorys
Święcenia kapłańskie otrzymał 9 czerwca 1979 i został inkardynowany do diecezji Roermond. Po trzyletnim stażu wikariuszowskim w Beek został wykładowcą seminarium w Rolduc, jednocześnie doktoryzując się z teologii na Uniwersytecie Augsburskim. W 1985 został mianowany proboszczem w Heerlen, zaś sześć lat później objął funkcję wikariusza generalnego diecezji.

### Episkopat
1 kwietnia 1995 został mianowany biskupem pomocniczym diecezji Haarlem, ze stolicą tytularną Nasai. Sakry biskupiej udzielił mu bp Hendrik Bomers. Jednocześnie został administratorem apostolskim Ordynariatu Wojskowego Holandii. W latach 1998–2001 pełnił także funkcję administratora apostolskiego w Haarlem.
21 lipca 2001 Jan Paweł II mianował go biskupem diecezjalnym Haarlemu-Amsterdamu.
1 czerwca 2020 papież Franciszek przyjął jego rezygnację z pełnionych urzędów.